# 大竹県
大竹県（だいちく-けん）は中華人民共和国四川省達州市に位置する県。

## 地理
烏木灘ダムがある。

## 行政区画
- 街道:竹陽街道、東柳街道、白塔街道
- 鎮:烏木鎮、団壩鎮、楊家鎮、清河鎮、柏林鎮、石河鎮、石橋鋪鎮、観音鎮、周家鎮、石子鎮、文星鎮、媽媽鎮、高穴鎮、欧家鎮、廟壩鎮、清水鎮、月華鎮、高明鎮、童家鎮、天城鎮、四合鎮、中華鎮
- 郷:朝陽郷、永勝郷、安吉郷、八渡郷、楊通郷、川主郷

## 交通
道路
高速道路
- 張南高速道路（中国語版）（南大梁高速公路を兼ねる）

国道
- G318国道

## 健康・医療・衛生
- 大竹県人民医院
- 大竹県紅十字医院